# 贝莉·安迪森
贝莉·安迪森（英語：Bailey Andison，1997年11月13日—），加拿大女子游泳运动员，2019年泛美运动会女子200米个人混合泳铜牌得主、2021年世界短池游泳锦标赛女子4×100米自由泳接力金牌得主。